# Šnekový dopravník

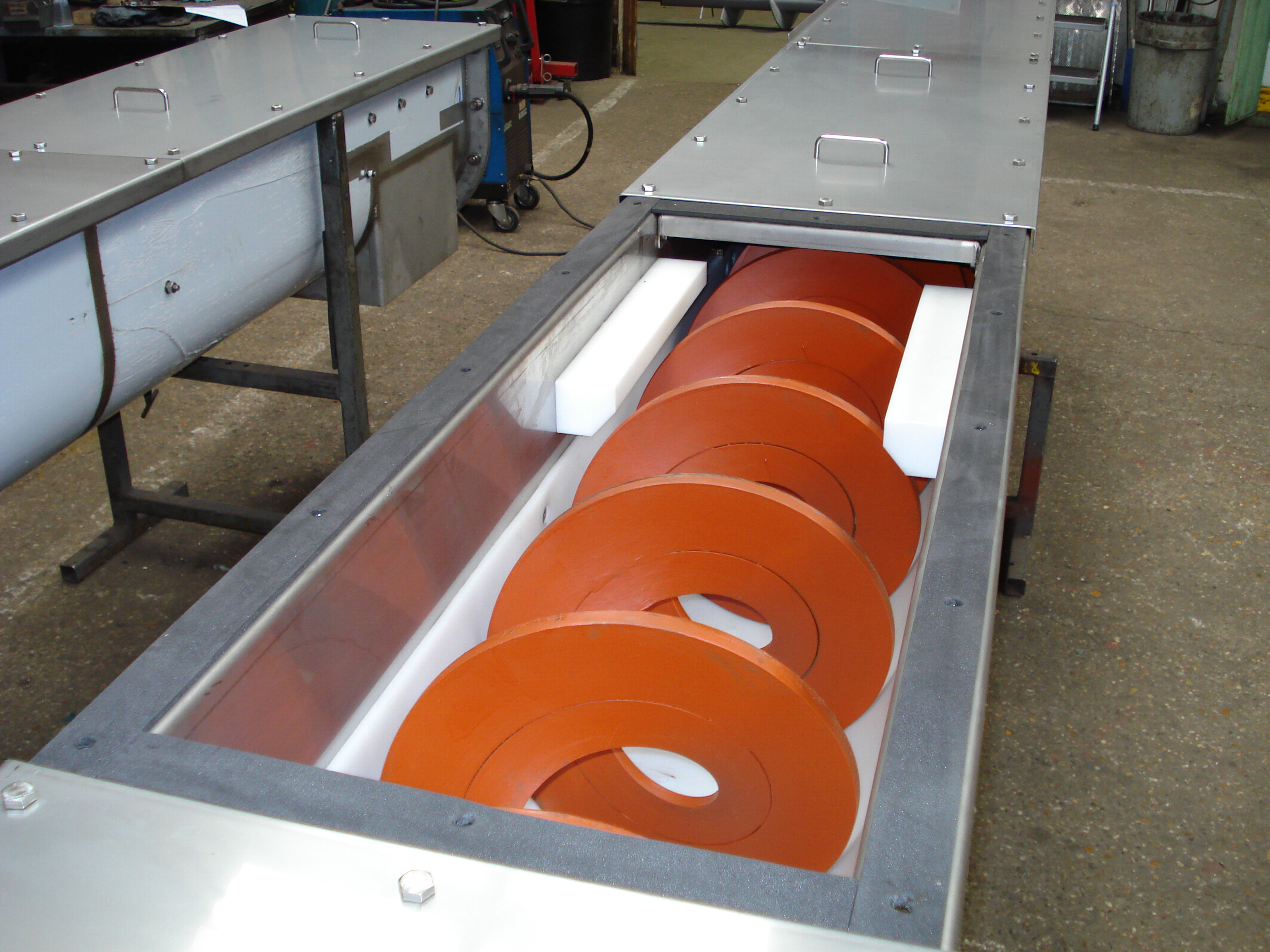
Šnekový dopravník bez hřídele

Archimédův šroub

Šnekový dopravník je mechanismus, který používá rotující spirálovou čepel k přepravě kapalných nebo sypkých materiálů. Rotační část dopravníku se někdy nazývá jednoduše dopravní šnek nebo šnekovice.
Šnekové dopravníky se používají v mnoha průmyslových odvětvích i v zemědělství, často ve vodorovné poloze nebo s mírným sklonem, výjimečně i ve svislé poloze, jako účinný způsob přepravy polotuhých materiálů, včetně potravinového odpadu, dřevěných štěpků, kameniva, obilných zrn, krmiva pro zvířata (např. stébelnatých, krátce řezaných materiálů), kotlového popela, masa, kostní moučky, komunálních odpadů a mnoha dalších. Prvním typem šnekového dopravníku byl Archimédův šroub, používaný od starověku k čerpání závlahové vody.
Jejich předností je jednoduchá konstrukce, možnost plnění a vyprazdňování v libovolném místě a spolehlivý provoz i při malých rozměrech pracovního ústrojí. Na druhé straně je jejich nedostatkem poškozování částic materiálu drcením a roztíráním a při dopravě směsí dochází k rozrušování částic. Se svislým uložením šneku se používají v míchacích zařízení v přípravnách krmiv.

## Konstrukční řešení šnekových dopravníků
Základní částí šnekových dopravníků je dopravní šnek a dopravní žlab. Dopravní šnek je aktivním orgánem šnekových dopravníků, dopravní žlab tvoří pasivní a nosnou část dopravníků. Podle provedení šnekovice lze dopravní šneky rozdělit na šneky s obvodovou šnekovicí, plnou šnekovicí nebo tvarovanou šnekovicí.
U šneků s plnou šnekovicí tvoří šnekovice s hřídelem jeden konstrukční celek, kdežto u šneků s obvodovou šnekovicí je šnekovice spojena s hřídelem rameny, takže mezi ní a hřídelem vzniká šťerbina.
Existují i šnekové dopravníky i bez hřídele. Při přetížení je u nich riziko, že se šnekovice zohýbá nebo dokonce zkroutí.
Dopravní žlab, v němž je dopravní šnek uložen s vůlí 3 až 5 mm, je buď otevřený ve tvaru U, nebo uzavřený s kruhovým průřezem. Jeho konstrukční délka může činit až 40 m. Na spodní části bývá opatřen otvory s uzavíratelnými šoupátky pro vyprazdňování materiálu v libovolném místě.
Při dlouhodobém provozu dopravníků bez materiálu hrozí jejich zadření (podobně jako u čerpadel).